# Lin Po-hsun
Lin Po-hsun (* 7. September 2004) ist ein taiwanischer Leichtathlet, der sich auf den Sprint spezialisiert hat.

## Sportliche Laufbahn
Erste internationale Erfahrungen sammelte Lin Po-hsun im Jahr 2023, als er bei den U20-Asienmeisterschaften in Yecheon in 10,42 s die Silbermedaille im 100-Meter-Lauf gewann und über 200 Meter in 21,48 s den fünften Platz belegte. 2025 verhalf er der taiwanischen 4-mal-100-Meter-Staffel bei den Asienmeisterschaften in Gumi zum Finaleinzug.
2024 wurde Lin taiwanischer Meister im 100-Meter-Lauf.

## Persönliche Bestzeiten
- 100 Meter: 10,37 s (+1,6 m/s), 23. Oktober 2023 in Tainan
- 200 Meter: 21,25 s (+0,3 m/s), 23. Februar 2023 in Kaohsiung